# مينيلاوس لوداميس
مينيلاوس لوداميس (باليونانية: Μενέλαος Λουντέμης)‏ (إسمه الحقيقيّ ذيميتريس فالاسياذيس) واحد من أعظم الكتّاب والشُعَراء اليونانيّين.

## حياته
وُلِد في قرية آيِّا كيرياكي في آسيا الصغرى في 14 شهر يناير عام 1912. هو الصبيّ الوحيد بين أربع أخوات. إنتقل إثر الحرب في آسيا الصغرى إلى إيذيسا. إستلهم اسمه الأدبيّ من وطنه الجديد وتحديداً من نهر لوذياس. 
بدأ بكتابة الشعر والقصّة في سنّ مبكّرة، ونشر لوداميس أول مجموعته الشعريّة قي مجلّة محلّيّة عام ألف وتسع مئة وسبعة وعشرين وبعد ثلاث سنوات بدأ ينشر قصائده وقصصه في المجلّة المعروفة «نيا إيستيا». حصل على عدد من الجوائز الأدبيّة الوطنيّة والأوروبيّة. نُقلَ عدد من أعماله الشعريّة والقصصيّة إلى لغات متعدّدة وخصوصاً الرومانيّة والبولنديّة والألمانيّة والصينيّة، وحتّى إلى العربيّة.

### نشاطه السياسيّ
إنخرط في صفوف الحزب الشيوعيّ وقاده هذا الأمر إلى فصله من المدارس. وأثناء الاحتلال الألمانيّ لليونان التحق بصفوف «جبهة التحرير الوطنيّة». وخلال الحرب الأهليّة في اليونان أُلقيَ القبض عليه بسبب انتمائه اليساريّ وحُكِمَ عليه بالموت. أستعيض عن الحكم بالنفي إلى جزيرة «ماكرونيسوس» مع الملحّن ميكيس ثيوذوراكيس، والشاعر يانيس ريتسوس وغيرهما. أيّام الحكم العسكريّ مُنِعَت كتبه من التداوُل ونُفي إلى رومانيا بعد أن سُحِبَت منه جنسيّته اليونانيّة.

#### وفاته
توفّي في أثينا في 22 يناير عام 1977 عن عمر خمسة وستّين عاماً تاركاً أكثر من أربعين مؤلَّفاً.

## روابط خارجية
- مينيلاوس لوداميس على موقع IMDb (الإنجليزية)
- مينيلاوس لوداميس على موقع ميوزك برينز (الإنجليزية)